# Petrosia stoneae
Petrosia stoneae är en svampdjursart som först beskrevs av van Soest och Stentoft 1988.  Petrosia stoneae ingår i släktet Petrosia och familjen Petrosiidae.
Artens utbredningsområde är Barbados. Inga underarter finns listade i Catalogue of Life.